# Arquebisbat de Los Angeles
L'arquebisbat de Los Angeles (anglès: Archdiocese of Los Angeles; castellà: Arquidiócesis de Los Ángeles; llatí: Archidioecesis Angelorum in California); és una arxidiòcesi de l'Església Catòlica a Califòrnia, Estats Units, que pertany a la regió eclesiàstica XI (CA, HI, NV). Amb seu a la ciutat de Los Angeles, l'arxidiòcesi comprèn els comtats de Los Angeles, Santa Barbara i Ventura. El 2009 tenia batejats 4.603.000 sobre 11.606.889 habitants, sent numèricament la major diòcesi dels Estats Units. Actualment està regida per l'arquebisbe José Horacio Gómez.
Després de l'establiment de les missions espanyoles a Califòrnia, la Santa Seu establí la Diòcesi de les Dues Califòrnies el 1840, quan la regió de Los Angeles encara formava part de Mèxic. El 1848, l'actual Califòrnia va ser cedida als Estats Units, i la part estatunidenca de la diòcesi va ser rebatejada com a diòcesi de Monterey. El 1859 la diòcesi passa a denominar-se Diòcesi de Monterey-Los Angeles, i la seu episcopal va ser traslladada a la ciutat de Los Angeles després que es completés la catedral de Santa Vibiana el 1876. Los Angeles se separà de Monterrey per esdevenir la diòcesi de Los Angeles-San Diego el 1922. De nou el 1936 va ser dividida per crear la diòcesi de San Diego, i Los Angeles va ser elevada a arxidiòcesi. El territori actual de l'arxidiòcesi va ser establert el 1976, quan el comtat d'Orange va ser separat per establir el bisbat d'Orange.

## Territori

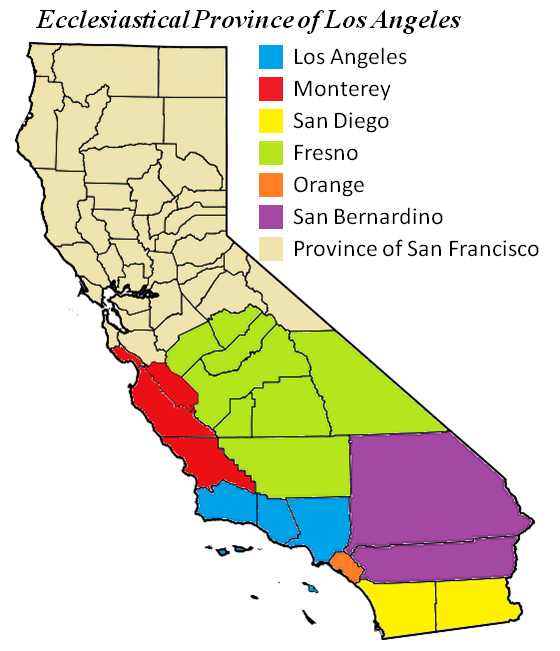
Mapa de la província eclesiàstica de Los Angeles

Escut de l'arxidiòcesi

L'arxidiòcesi s'estén sobre 22.685 km² de la Califòrnia meridional, comprenent els comtats de Los Angeles, Santa Barbara i Ventura.
La seu arxiepiscopal és la ciutat de Los Angeles, on es troba la catedral de Nostra Senyora dels Àngels.
El territori està dividit en 287 parròquies, agrupades en 5 regions pastorals:
- Santa Barbara
- San Fernando
- Our Lady of the Angels
- San Gabriel
- San Pedro

### Diòcesis sufragànies
La província eclesiàstica comprèn les següents diòcesis sufragànies:
- Fresno
- Monterey
- Orange
- San Bernardino
- San Diego

### Regions pastorals
El 1986,l'arquebisbe Roger Mahony subdividí l'arxidiòcesi de Los Angeles en 5 regions pastorals administratives. Cada regió és geogràfica, i està encapçalada per un bisbe auxiliar amb funcions de vicari episcopal sobre la regió. Les regions són:
- Our Lady of the Angels, cobreix el centre de la ciutat de Los Angeles i fins a Malibú, al sud de l'aeroport internacional Los Angeles. La regió té 78 parròquies, 11 instituts, 5 hospitals i 5 missions. El vicari episcopal és el bisbe Edward William Clark.
- San Fernando, cobreix les valls de San Fernando, Santa Clarita i Antelope. La regió té 54 parròquies, 12 Instituts, 2 hospitals i 5 missions. L'arquebisbe Gomez nomenà el bisbe Joseph V. Brennan vicari episcopal per la regió pastoral de San Fernando en 2015.[2]
- San Gabriel, cobreix l'Est de Los Angeles per San Gabriel Valley i la vall de Pomona. La regió té 66 parròquies, 13 Instituts, 3 hospitals i 2 missions. L'arquebisbe Gomez nomenà el bisbe David G. vicari episcopal per la regió pastoral de San Gabriel el 2015.[2]
- San Pedro, cobreix Long Beach i el sud del comtat de Los Angeles. La regió té 67 parròquies, 9 Instituts, 6 hospitals i 1 missió. El bisbe Oscar A. Solis és el vicari Episcopal de la regió.
- Santa Barbara, cobreix els comtats de Santa Barbara i Ventura. La regió té 37 parròquies, 6 Instituts, 4 hospitals i 5 missions. L'arquebisbe Gomez nomenà el bisbe Robert E. Barron Episcopal Vicar for the Santa Barbara Pastoral Region in 2015.[2]

## Història
La presència catòlica a la Califòrnia actual data de l'establiemnt de missions espanyoles en el qual es coneixia com la província de Las Californias a Nova Espanya. Entre 1769 i 1823, els franciscans encapçalats per fra Juníper Serra i posteriorment per Fermín de Francisco Lasuén establiren 21 missions entre San Diego i Sonoma, sis de les quals estaven situades al territori de l'actual arxidiòcesi de Los Angeles. En resposta a l'establiment el 1781 de Pueblo de Los Angeles, el 1784 sacerdots de Missió San Gabriel Arcàngel marxaren cap a Pueblo i establiren l'Asistencia Nuestra Señora Reina de los Angeles en una sub-missió. L'assistència va acabar sent abandonada anys després; i sobre el lloc el 1814 es construí la Iglesia de Nuestra Señora Reina de los Angeles; sent l'única església catòlica a Los Angeles durant anys.
Las Californias va ser dividia en dues províncies el 1804, i la zona que comprenia l'actual Califòrnia esdevingué part de l'Alta Califòrnia. El 1840 la Santa Seu creà la diòcesi de les Dues Califòrnies per reconèixer el creixement de les províncies de l'Alta i la Baixa Califòrnia. La diòcesi era sufragània de l'arquebisbat de Mèxic, amb la seu episcopal situada a Monterey, i incloïa tot el territori mexicà a l'oest del riu Colorado i el golf de Califòrnia (els actuals estats mexicans de Baja California i Baja California Sur; i estatunidencs de Califòrnia i Nevada, així com parts de Utah, Arizona i Colorado.)
El 1848 l'Alta Califòrnia va ser cedida als Estats Units després de la intervenció nord-americana a Mèxic, i el govern mexicà objectà que un bisbe estatunidenc tingués jurisdicció sobre parròquies a la Baja Califòrnia mexicana. La Santa Seu dividí la diòcesi d'acord amb les parts estatunidenca i mexicana, i la part estatunidenca passà a anomenar-se diòcesi de Monterey. Una altra gran divisió va tenir lloc el 1853, quan gran part de l'actual Califòrnia septentrional, així com les actuals Nevada i Utah, formaren l'arxidiòcesi de San Francisco; de la que Monterrey passà a ser sufragània. El 1859 la diòcesi passà a ser coneguda com a diòcesi de Monterey-Los Angeles per reconèixer el creixement de la ciutat de Los Angeles; ciutat a la que es traslladà la seu episcopal el 1876, a la catedral de Santa Vibiana.
L'1 de juny de 1922 la diòcesi es tornà a dividir, aquest cop en les diòcesis de Monterey-Fresno i de Los Angeles-San Diego, en virtut de la butlla Romani Pontifices del Papa Pius XI; el bisbe John Joseph Cantwell, que havia estat prèviament bisbe de Monterey-Los Angeles, esdevingué bisbe de la diòcesi de Los Angeles-San Diego, formada pels comtats d'Imperial, Los Angeles, Orange, Riverside, San Bernardino, San Diego, Santa Barbara i Ventura.
L'11 de juliol de 1936 la diòcesi va ser elevada al rang d'arxidiòcesi en virtut de la butlla Nimis amplas ecclesiasticas de Pius XI, amb John Joseph Cantwell com el seu primer arquebisbe; amb els comtats d'Imperial, Riverside, San Bernardino i San Diego formant la diòcesi de San Diego, mitjançant la butlla Ad spirituale christianae,i la diòcesi de Monterey-Fresno va ser transferit per esdevenir sufragània de la nova arxidiòcesi.
El 24 de març de 1976 el comtat d'Orange va ser separat per formar la diòcesi d'Orange, establint el territori actual de l'arxidiòcesi, consistent en els comtats de Los Angeles, Santa Barbara i Ventura.

### Casos d'abusos sexuals
El 16 de juliol de 2007, el cardenal Roger Mahony i l'arxidiòcesi van arribar a un acord sense precedents amb 508 presumptes víctimes d'abusos sexuals per part de sacerdots. L'acord va ascendir a 660 milions de dòlars, amb una mitjana de $1,3 milions per a cada demandant. Mahony va descriure l'abús com un "terrible pecat i crim", després d'una sèrie de judicis en que demandes d'abusos sexuals des de la dècada de 1940 estaven per començar. L'acord van tancar tots els judicis civils pendents contra l'arxidiòcesi i empetití l'acord de $157 milions pagats per l'arxidiòcesi de Boston, car la llei de Massachusetts estableix un límit legal en la quantitat de diners que un grup sense ànim de lucre pot ser obligat a pagar.
En 2014 la diòcesi va acordar pagar $13 milions per a resoldre un últim grup de 17 demandes d'abusos sexuals, incloent les onze que implicaven "un sacerdot mexicà de visita que va fugir de la persecució i roman pròfug més de 25 anys després". L'acord va seguir a una ordre judicial obligant a l'arxidiòcesi d'alliberar els arxius que mostraven que hi havia blindat sacerdots acusats, per exemple, ordenant funcionaris de l'església, no a lliurar una llista dels escolans a la policia que investigaven.

## Esdeveniments

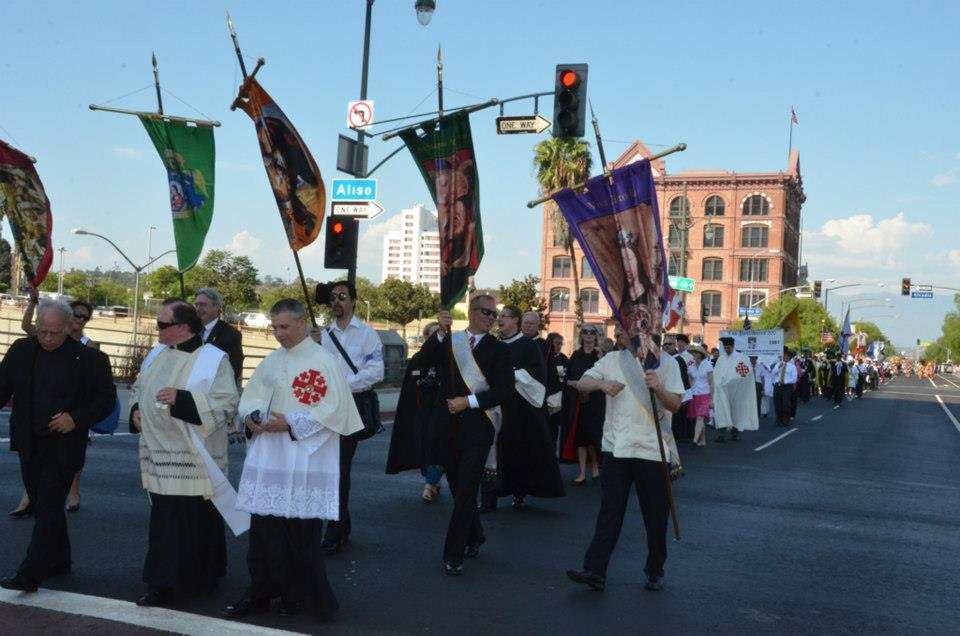
Gran Processó Mariana del 2012 a través del centre de Los Angeles

### Congrés d'Educació Religiosa
L'Oficina d'Educació Religiosa de l'arxidiòcesi genera el Congrés d'Educació Religiosa de Los Angeles, l'esdeveniment anual més gran del seu tipus als Estats Units, amb una assistència d'aproximadament 38.000 participants.

### Processó mariana Anual i Missa
L'arxidiòcesi ha confiat la celebració anual de la Missa votiva en honor de la Mare de Déu dels Àngels a la Fundació Reina dels Àngels, una associació laica de l'Església catòlica dedicada a promoure la devoció a la Santíssima Verge Maria. En el segon dissabte de cada any des de 2011, la Catedral de Nostra Senyora dels Àngels acull una missa votiva en honor de Nostra Senyora Reina dels Àngels. La missa segueix una processó mariana que s'origina en la històrica parròquia Reina dels Àngels, que forma part del districte històric de Los Angeles Plaza, i culmina a la catedral.
Des de 2011, la Fundació Reina dels Àngels ha patrocinat les processons anuals marianes, misses votives i festes en commemoració de l'aniversari de Los Angeles i la festa de la Mare de Déu dels Àngels. L'arquebisbe Gómez ha estat el principal celebrant i qui ha pronunciat l'homilia de la Missa anual des 2012. Les futures processons i misses marianes coincidiran amb les celebracions oficials d'aniversari de la Ciutat de Los Angeles, l'últim dissabte d'agost.

### Dies sants d'obligació
Segons les indicacions del Comitè de la Litúrgia de la Conferència Episcopal dels Estats Units (USCCB) i de la Província Eclesiàstica de Los Angeles, l'arxidiòcesi observa anualment 4 festes de precepte. L'Església Catòlica Romana reconeix actualment deu dies sants, establerts en el Codi de Dret Canònic de 1917. No obstant això, la USCCB ha reduït aquest nombre a 6 per a les diòcesis de l'Església Llatina als Estats Units. L'1 de gener de 1993, hi ha províncies en els Estats Units que celebren les solemnitats d'Epifania, de Corpus Christi, de Sant Josep o dels Apòstols Sant Pere i Sant Pau com a dies de precepte. La Província Metropolitana de Los Angeles, que inclou l'arxidiòcesi de Los Angeles, va modificar de nou la llista i actualment celebra 4 dies de precepte en el dia prescrit pel dret canònic. La solemnitat de l'Ascensió es mou del dijous de la sisena setmana de Pasqua fins al setè diumenge de Pasqua. La província no celebra la solemnitat de Maria, Mare de Déu com un dia sant. No obstant això, pel Cànon 87 del Codi de Dret Canònic vigent, un bisbe diocesà, sempre que consideri que és per al seu bé espiritual, és capaç de prescindir dels fidels en el seu propi territori per l'autoritat suprema de l'Església
- Assumpció de Maria, 15 d'agost
  - Excepció: si el 15 d'agost cau en dissabte o dilluns, no hi ha obligació d'assistir a Missa
- Tots Sants, 1 de novembre
  - Excepció: si el 15 d'agost cau en dissabte o dilluns, no hi ha obligació d'assistir a Missa
- Immaculada Concepció, 8 de desembre
  - Excepció: si el 8 de desembre cau en diumenge, la solemnitat es trasllada al dilluns següent i no hi ha obligació d'assistir a Missa.
- Nativitat de Nostre Senyor Jesucrist, desembre 25

## Cronologia episcopal

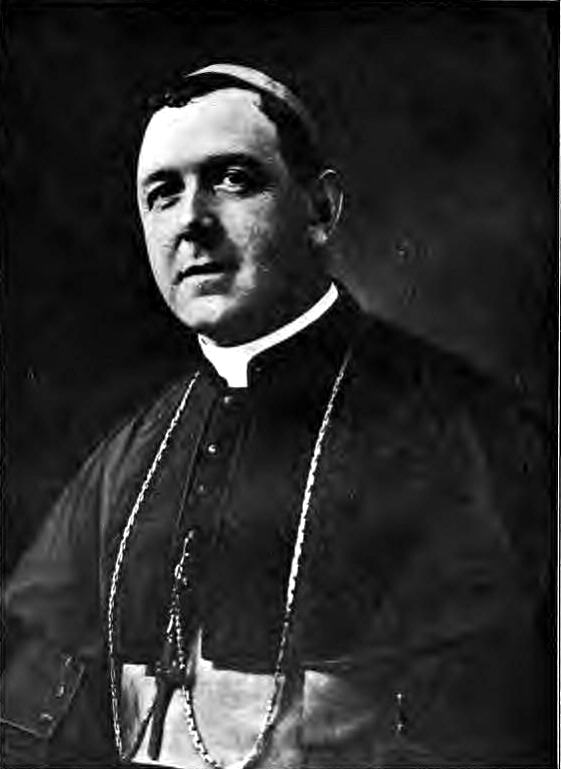
El Molt Reverend John J. Cantwell, primer Arquebisbe de Los Angeles

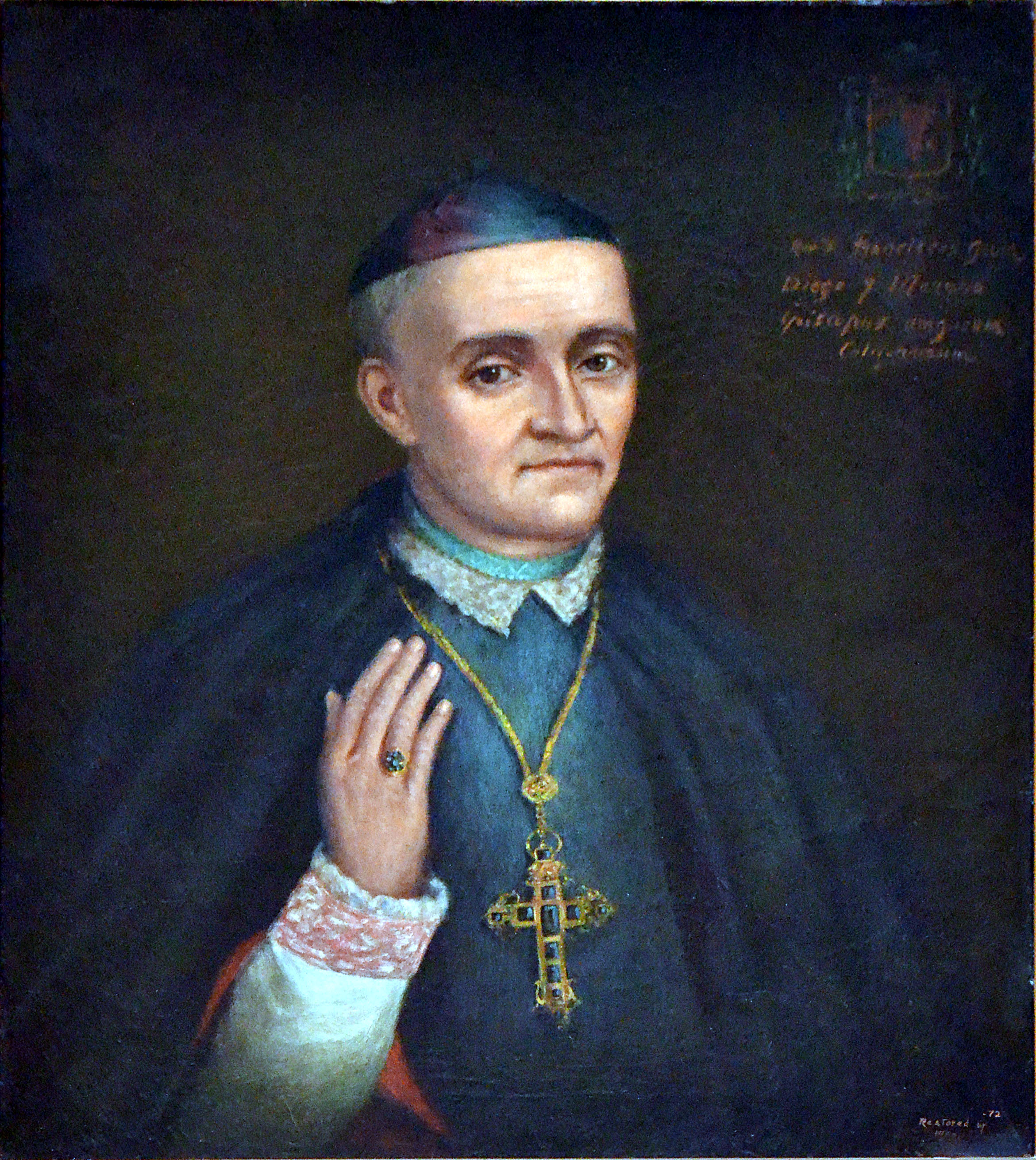
Pintura de Francisco García Diego y Moreno a la Missió San Fernando

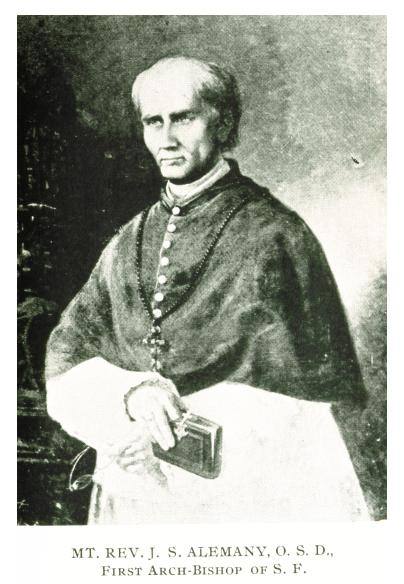
Joseph Sadoc Alemany

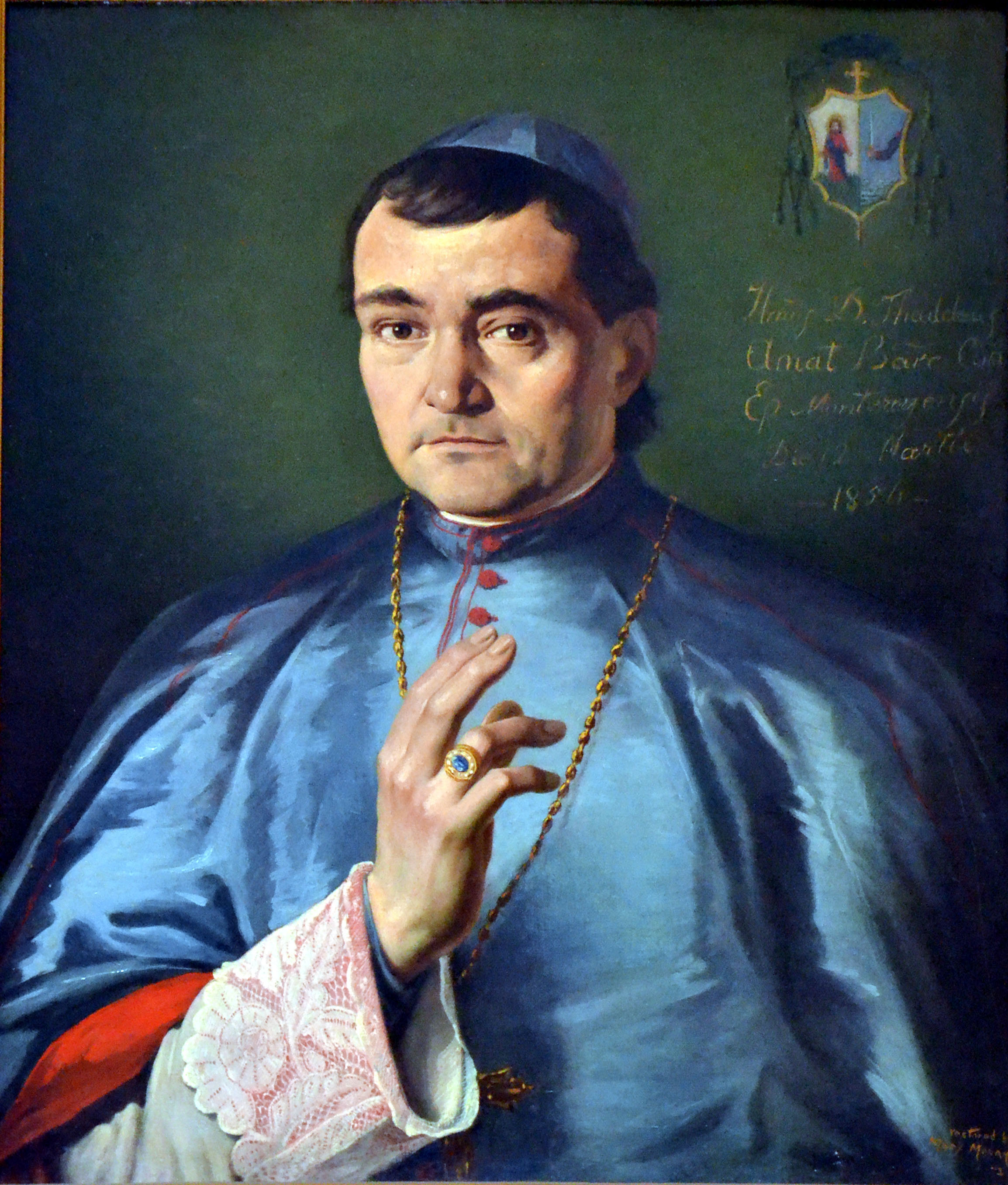
Pintura de Thaddeus Amat y Brusi a la Missió San Fernando

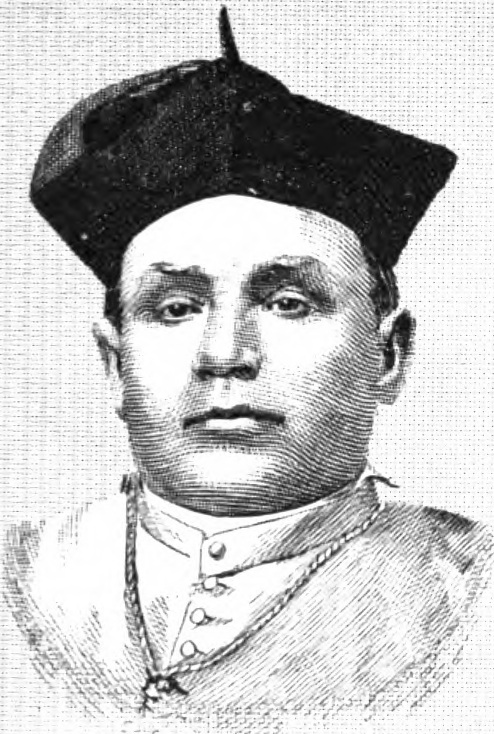
Francisco Mora y Borrell

### Bisbe de Dues Califòrnies
- Francisco Garcia Diego y Moreno, O.F.M. (1840–1846)

### Bisbe de Monterey
- Joseph Alemany, O.P., (1850–1853)

### Bisbes de Monterey-Los Angeles
- Thaddeus Amat y Brusi, C.M. (1853–1878)
- Francisco Mora y Borrell (1878–1896)
- George Thomas Montgomery (1896–1902)
- Thomas James Conaty (1903–1915)
- John Joseph Cantwell (1917–1922)

### Bisbes de Los Angeles-San Diego
- John Joseph Cantwell (1922–1936)

### Arquebisbes de Los Angeles
- John Joseph Cantwell † (1 de juny de 1922 - 30 d'octubre de 1947 mort)
- James Francis Louis McIntyre † (7 de febrer de 1948 - 21 de gener de 1970 jubilat)
- Timothy Manning † (21 de gener de 1970 - 4 de juny de 1985 jubilat)
- Roger Michael Mahony (12 de juliol de 1985 - 1 de març de 2011 jubilat)
- José Horacio Gómez, des de l'1 de març de 2011

### Cronologia de bisbes auxiliars
- Joseph Thomas McGucken, bisbe titular de Sanavo (4 de febrer de 1941 - 26 d'octubre de 1955 nomenat bisbe coadjutor de Sacramento)
- Alden John Bell, bisbe titular de Rodopoli (11 d'abril de 1956 - 30 de març de 1962 nomenat bisbe de Sacramento)
- John James Ward, bisbe titular de Bria, després bisbe titular de California (16 d'octubre de 1963 - 7 de maig de 1996 jubilat)
- Joseph Patrick Dougherty, bisbe titular de Altino (16 d'abril de 1969 - 10 de juliol de 1970 mort)
- Juan Alfredo Arzube, bisbe titular de Civitate (9 de febrer de 1971 - 7 de setembre de 1993 jubilat)
- William Robert Johnson, bisbe titular de Blera (19 de febrer de 1971 - 24 de març de 1976 nomenat bisbe d'Orange)
- Thaddeus Anthony Shubsda, bisbe titular de Traù (20 de desembre de 1976 - 26 de maig de 1982 nomenat bisbe de Monterey)
- Manuel Duran Moreno, bisbe titular de Tamagrista (20 de desembre de 1976 - 12 de gener de 1982 nomenat bisbe de Tucson)
- William Joseph Levada, bisbe titular de Capri (25 de març de 1983 - 1 de juliol de 1986 nomenat arquebisbe de Portland a Oregon)
- Donald William Montrose, bisbe titular de Vescovio (25 de març de 1983 - 17 de desembre de 1985 nomenat bisbe de Stockton)
- Carl Anthony Fisher, bisbe titular de Tlos (23 de desembre de 1986 - 2 de setembre de 1993 mort)
- Armando Xavier Ochoa, bisbe titular de Sitifi (23 de desembre de 1986 - 1 d'abril de 1996 nomenat bisbe de El Paso)
- George Patrick Ziemann, bisbe titular d'Obba (23 de desembre de 1986 - 14 de juliol de 1992 nomenat bisbe de Santa Rosa a California)
- Sylvester Donovan Ryan, bisbe titular de Remesiana (17 de febrer de 1990 - 28 de gener de 1992 nomenat bisbe de Monterey)
- Stephen Edward Blaire, bisbe titular de Lamzella (17 de febrer de 1990 - 18 de gener de 1999 nomenat bisbe de Stockton)
- Joseph Martin Sartoris, bisbe titular d'Oliva (8 de febrer de 1994 - 31 de desembre de 2002 jubilat)
- Gabino Zavala, bisbe titular de Tamascani (8 de febrer de 1994 - 4 de gener de 2012 renuncià)
- Thomas John Curry, bisbe titular de Ceanannus Mór, des del 8 de febrer de 1994
- Gerald Eugene Wilkerson, bisbe titular de Vincennes (5 de novembre de 1997 - 21 de juliol de 2015 jubilat)
- Edward William Clark, bisbe titular de Garðar, des del 16 de gener de 2001
- Oscar Azarcon Solis, bisbe titular d'Urci, des de l'11 de desembre de 2003
- Alexander Salazar, bisbe titular de Nesqually, des del 7 de setembre de 2004
- Joseph V. Brennan, bisbe titular de Trofimiana, des del 21 de juliol de 2015
- David G. O'Connell, bisbe titular de Cell Ausaille, des del 21 de juliol de 2015
- Robert E. Barron, bisbe titular de Macriana di Mauritania, des del 21 de juliol de 2015

## Estadístiques
A finals del 2009, l'arxidiòcesi tenia 4.603.000 batejats sobre una població de 11.606.889 persones, equivalent al 39,7% del total.
| any  | població  | població   | població | sacerdots | sacerdots       | sacerdots       | sacerdots             | diaques | religiosos | religiosos | parroquies |
| ---- | --------- | ---------- | -------- | --------- | --------------- | --------------- | --------------------- | ------- | ---------- | ---------- | ---------- |
| any  | batejats  | total      | %        | total     | clergat secular | clergat regular | batejats por sacerdot | diaques | homes      | dones      |            |
| 1950 | 832.375   | 4.541.400  | 18,3     | 799       | 499             | 300             | 1.041                 |         | 400        | 2.175      | 234        |
| 1966 | 1.621.101 | 8.716.672  | 18,6     | 1.393     | 689             | 704             | 1.163                 |         | 1.053      | 4.495      | 310        |
| 1970 | ?         | 9.247.261  | ?        | 1.483     | 749             | 734             | ?                     |         | 1.043      | 3.517      | 318        |
| 1976 | 2.208.989 | 9.424.906  | 23,4     | 1.579     | 844             | 735             | 1.398                 | 26      | 1.036      | 1.910      | 319        |
| 1980 | 2.069.682 | 7.908.300  | 26,2     | 1.303     | 641             | 662             | 1.588                 | 91      | 1.005      | 2.545      | 278        |
| 1990 | 3.405.180 | 9.656.205  | 35,3     | 1.322     | 664             | 658             | 2.575                 | 115     | 894        | 2.322      | 282        |
| 1999 | 4.080.793 | 10.652.600 | 38,3     | 1.198     | 604             | 594             | 3.406                 | 161     | 177        | 1.926      | 287        |
| 2000 | 4.121.601 | 10.449.129 | 39,4     | 1.270     | 642             | 628             | 3.245                 | 179     | 855        | 1.898      | 285        |
| 2001 | 4.148.720 | 11.055.000 | 37,5     | 1.357     | 731             | 626             | 3.057                 | 188     | 886        | 1.857      | 310        |
| 2002 | 4.197.635 | 10.985.200 | 38,2     | 1.251     | 645             | 606             | 3.355                 | 203     | 824        | 1.797      | 287        |
| 2003 | 4.206.875 | 11.012.763 | 38,2     | 1.200     | 616             | 584             | 3.505                 | 219     | 774        | 1.751      | 287        |
| 2004 | 4.174.304 | 11.096.200 | 37,6     | 1.198     | 587             | 611             | 3.484                 | 232     | 805        | 1.767      | 287        |
| 2009 | 4.603.000 | 11.606.889 | 39,7     | 1.144     | 590             | 554             | 4.023                 | 306     | 665        | 1.924      | 287        |